# Olsztyńska Korporacja
Olsztyńska Korporacja – spółka realizująca przewozy pasażerskie na regularnych liniach w Olsztynie i okolicach. Firma obsługuje trzy linie miejskie oraz dwie podmiejskie. Do realizacji zadań wykorzystywane są mikrobusy popularnie zwane przez mieszkańców OKejkami (należy zwrócić uwagę, iż nazwa taka może również być nadawana busikom innych firm w regionie).

## Historia
Olsztyńska Korporacja powstała w 1993 roku z inicjatywy amerykańskiej firmy DGI Transport Inc. oraz Miejskiego Przedsiębiorstwa Komunikacyjnego w Olsztynie. Jesienią tego roku na ulice Olsztyna wyjechały pierwsze minibusy. Wydarzenie to dało początek funkcjonowaniu uzupełniającej komunikacji miejskiej w Olsztynie. W 1996 roku korporacja stała się członkiem Izby Gospodarczej Komunikacji Miejskiej.
W 2000 roku główny udziałowiec korporacji i jej współzałożyciel, DGI Transport Inc założył nową spółkę - Polska Sieć Autobusowa S.A., która zyskała udziały w Olsztyńskiej Korporacji. Od 2003 roku prezesem firmy jest Roman Zemsta.
Na przełomie 2009 i 2010 OKejki straciły koncesję na wykonywanie przewozów. Powodem były skargi pasażerów dotyczące m.in.: niepunktualności, pomijania niektórych przystanków, bądź całkowitej zmiany trasy przejazdu.
W kwietniu 2011 OKejka ogłosiła upadłość. Od tego dnia do lipca 2011 ich linie obsługiwali podwykonawcy.

## Linie autobusowe
- Linia nr 60: Dworzec PKP – Jaroty
- Linia nr 61: Dworzec PKP – Flisa (wybrane kursy: Tęczowy Las)
- Linia nr 64: Dworzec PKS – Barczewo
- Linia Odryty: Dworzec PKP – Odryty
- Linia Purda Dworzec PKP – Purda

## Tabor
W taborze Olsztyńskiej Korporacji znajduje się obecnie 21 busów. Są to pojazdy marki Volkswagen i Iveco.